# Wawer
Wawer là một quận của thành phố Warszawa, thủ đô Ba Lan, nằm ở khu vực đông nam của thành phố. Sông Vistula chảy dọc theo ranh giới phía tây của huyện này. Wawer đã trở thành một quận của Vác Xa Va vào ngày 27 tháng 10 năm 2002 (trước đó quận này là một phần của quận Praga Południe).
Wawer giáp Praga Południe và Rembertów về phía bắc, Wesoła về phía đông và Wilanów về phía tây (nhìn qua sông Vistula).